# Canadian Open (golf)
Canadian Open (fr: L'Omnium Canadien) – profesjonalny turniej golfowy, rozgrywany co roku od 1904 (z przerwami na czas wojen światowych) na różnych polach golfowych Kanady.

## Sponsorzy
Sponsorem tytularnym turnieju jest Royal Bank of Canada, zaś 'platynowym' sponsorem – BMW.

## Zwycięzcy

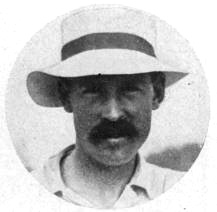
George Sargent, zwycięzca Canadian Open w 1912 roku
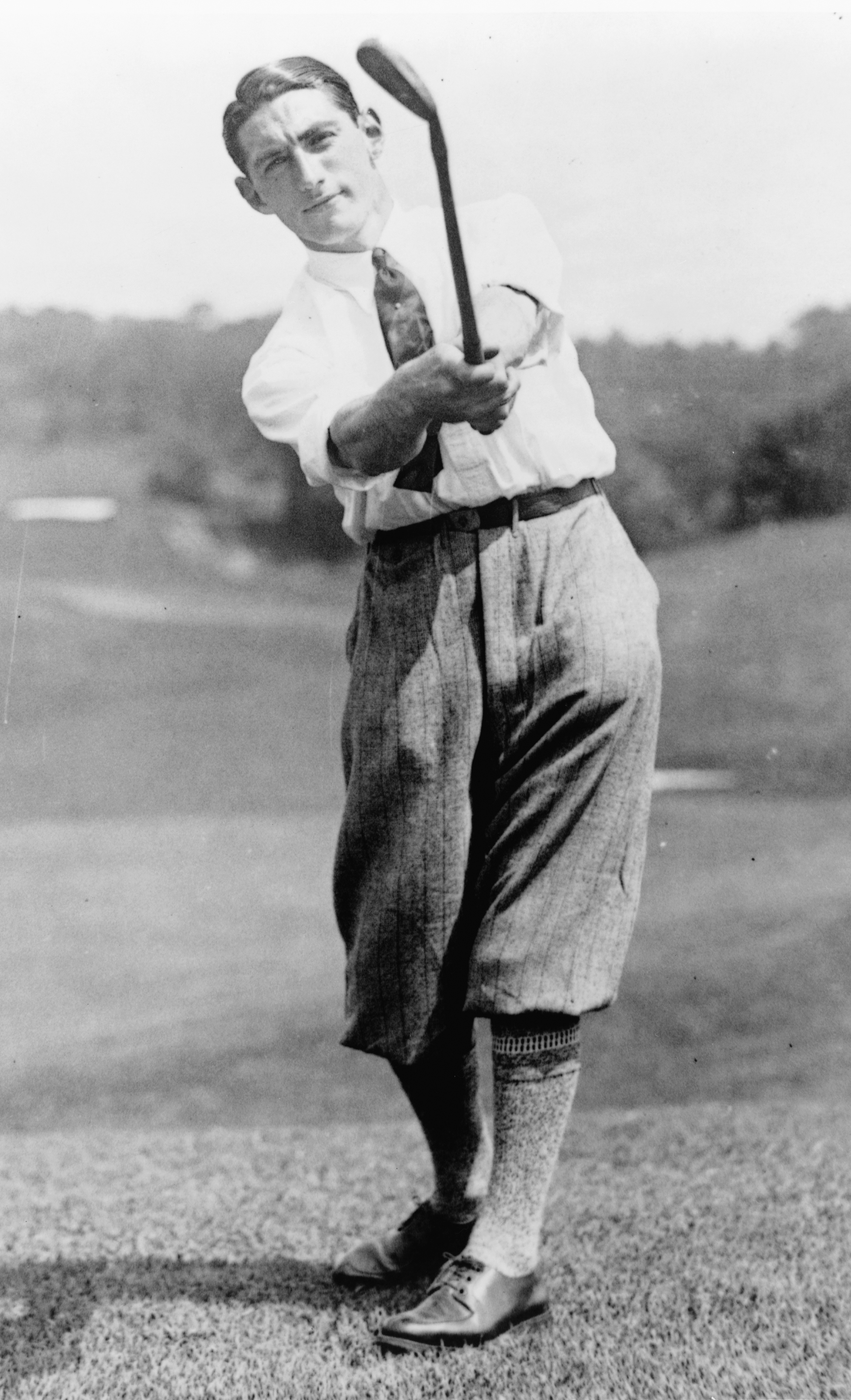
Tommy Armour, trzykrotny zwycięzca turniejów w latach: 1927, 1930 i 1934.
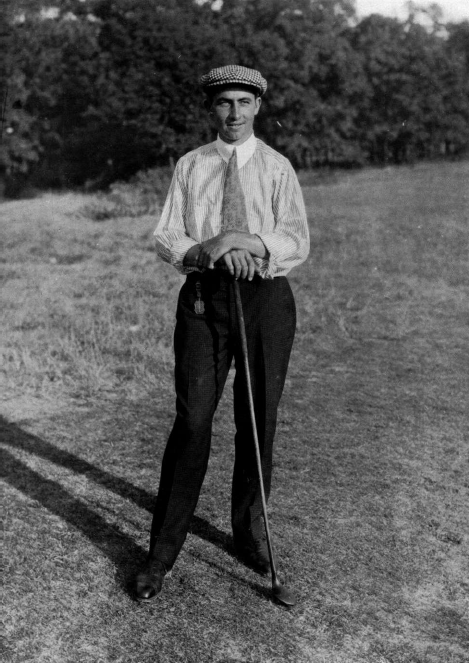
Walter Hagen, zwyciężył w turnieju w roku 1931.
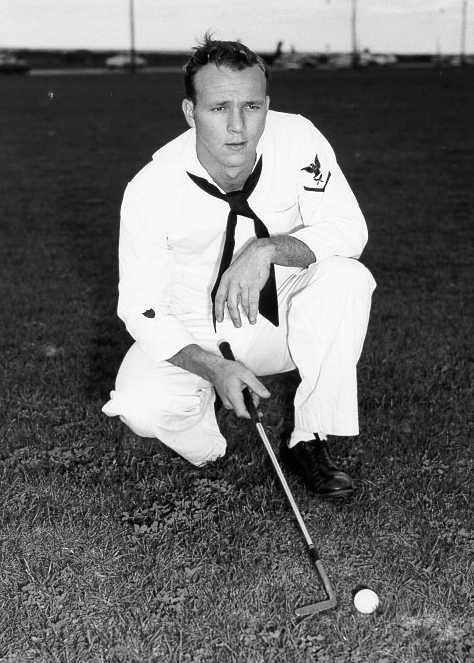
Arnold Palmer, wygrał Canadian Open w 1955 r. i był to jego pierwszy triumf w turnieju PGA.
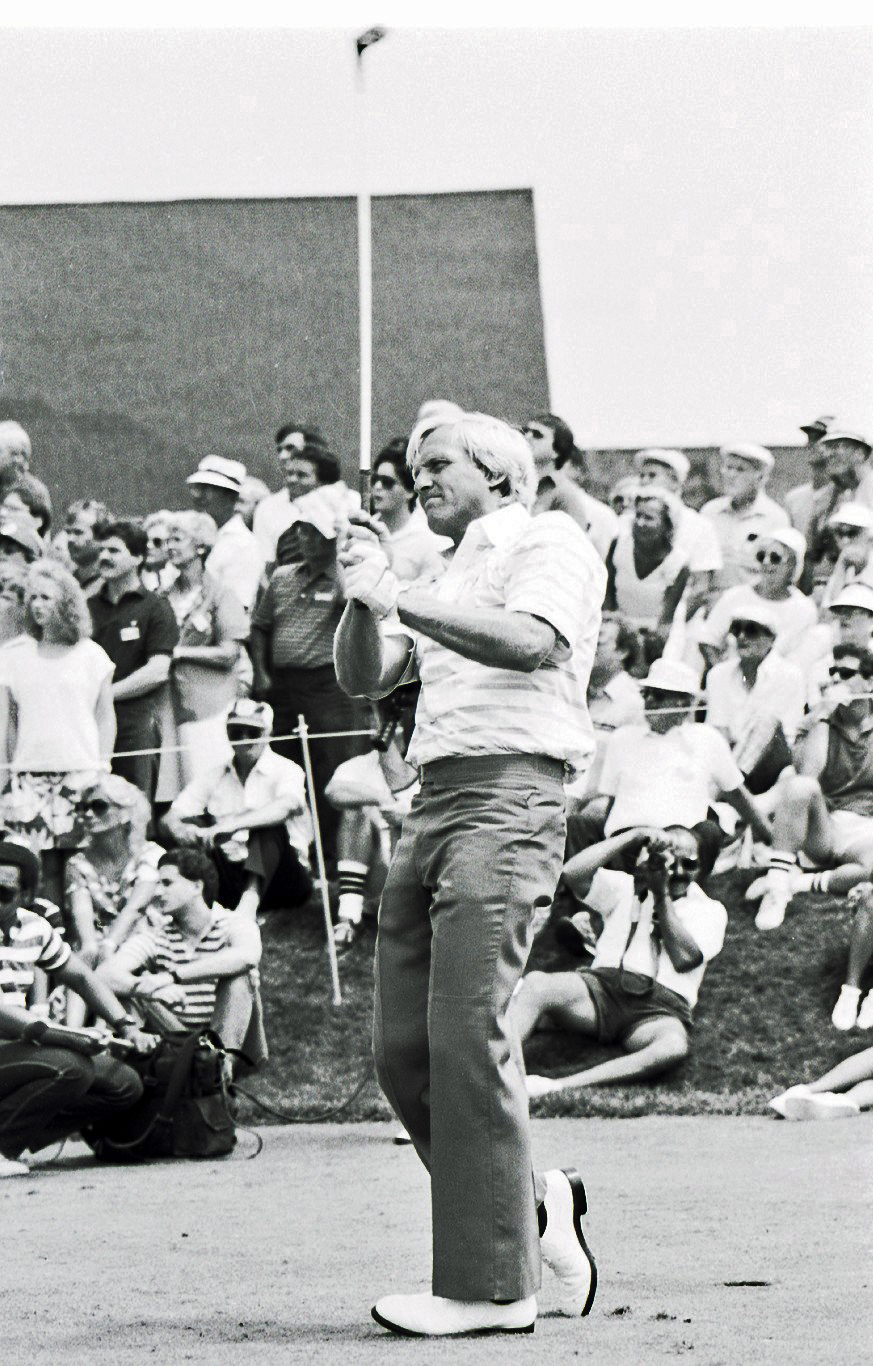
Greg Norman, zwyciężył w roku 1984 i ponownie w 1992.
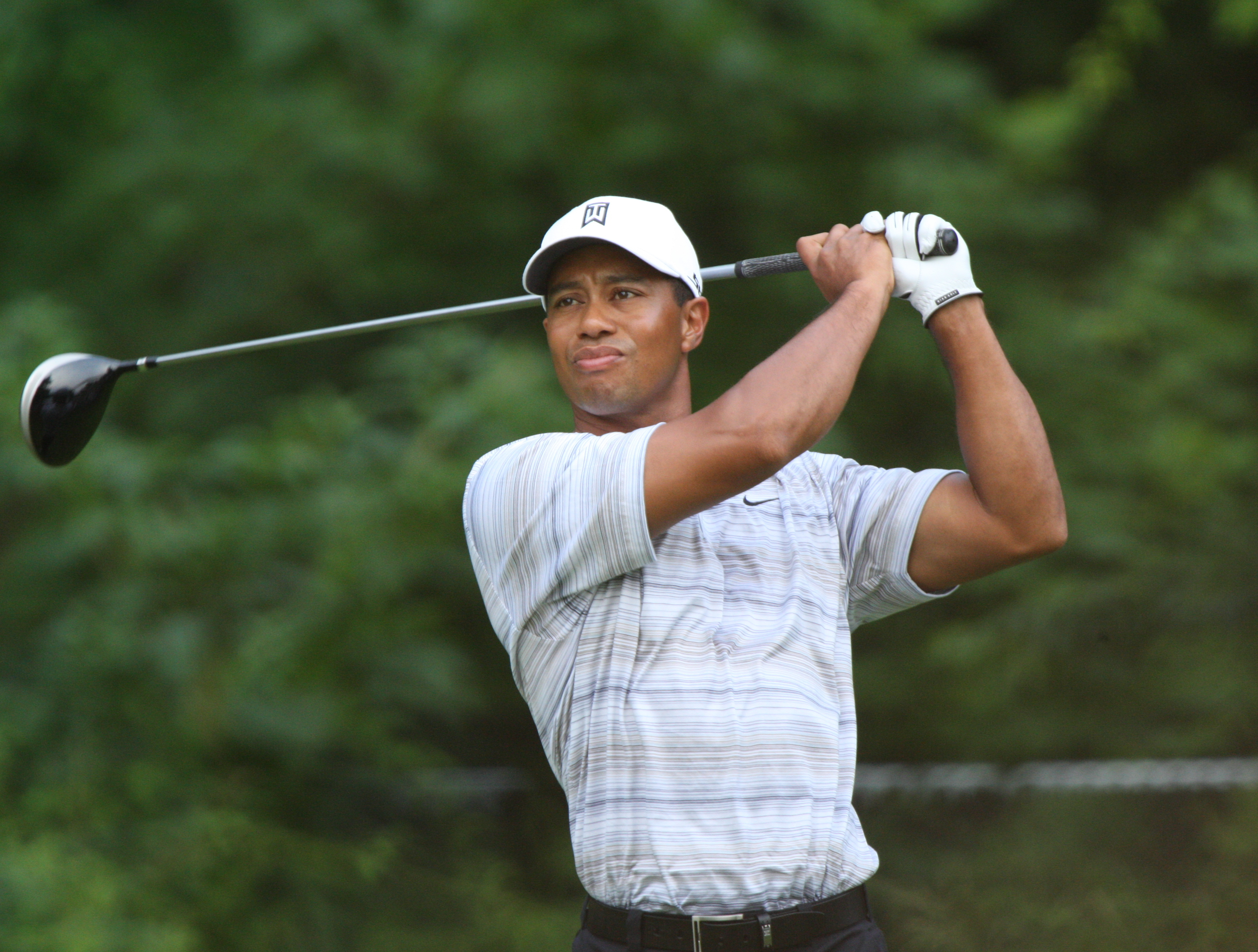
Tiger Woods, wygrał ten turniej w roku 2000, zyskując Potrójną Koronę (Triple Crown).
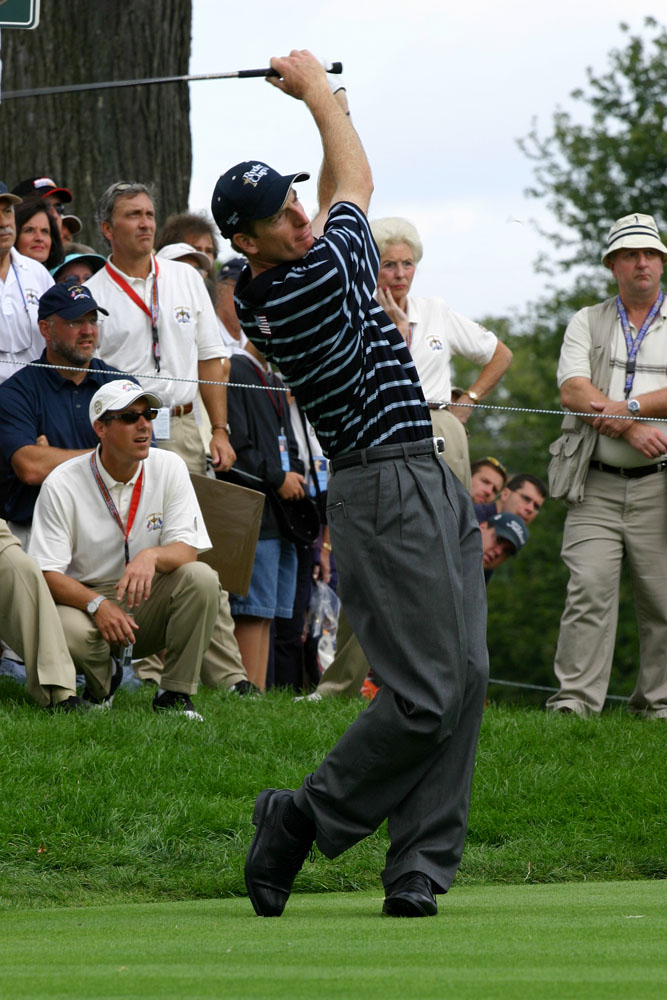
Jim Furyk, wygrał 2 turnieje z rzędu - w latach 2006–2007

| Rok                                        | Player                  | Kraj              | Wynik | Par | Finaliści                                            | Kraj                                             | Nagroda dla zwycięzcy ($) | Pula nagród ($) | Pole golfowe                         | Miejscowość                 |
| ------------------------------------------ | ----------------------- | ----------------- | ----- | --- | ---------------------------------------------------- | ------------------------------------------------ | ------------------------- | --------------- | ------------------------------------ | --------------------------- |
| 2017                                       | Jhonattan Vegas (2)     | Wenezuela         | 267   | −21 | Charley Hoffman                                      | Stany Zjednoczone                                | 1,080,000                 | 6,000,000       | Glen Abbey Golf Course               | Oakville, Ontario           |
| 2016                                       | Jhonattan Vegas         | Wenezuela         | 276   | −12 | Dustin Johnson Martin Laird Jon Rahm                 | Stany Zjednoczone · Szkocja · Hiszpania          | 1,062,000                 | 5,900,000       | Glen Abbey Golf Course               | Oakville, Ontario           |
| 2015                                       | Jason Day               | Australia         | 271   | −17 | Bubba Watson                                         | Stany Zjednoczone                                | 1,044,000                 | 5,800,000       | Glen Abbey Golf Course               | Oakville, Ontario           |
| 2014                                       | Tim Clark               | Południowa Afryka | 263   | −17 | Jim Furyk                                            | Stany Zjednoczone                                | 1,026,000                 | 5,700,000       | Royal Montreal Golf Club             | Île-Bizard, Quebec          |
| 2013                                       | Brandt Snedeker         | Stany Zjednoczone | 272   | −16 | Jason Bohn Dustin Johnson Matt Kuchar William McGirt | Stany Zjednoczone                                | 1,008,000                 | 5,600,000       | Glen Abbey Golf Course               | Oakville, Ontario           |
| 2012                                       | Scott Piercy            | Stany Zjednoczone | 263   | −17 | Robert Garrigus William McGirt                       | Stany Zjednoczone                                | 936,000                   | 5,200,000       | Hamilton Golf and Country Club       | Ancaster, Ontario           |
| 2011                                       | Sean O’Hair             | Stany Zjednoczone | 276   | −4  | Kris Blanks                                          | Stany Zjednoczone                                | 936,000                   | 5,200,000       | Shaughnessy Golf & Country Club      | Vancouver, British Columbia |
| 2010                                       | Carl Pettersson         | Szwecja           | 266   | −14 | Dean Wilson                                          | Stany Zjednoczone                                | 918,000                   | 5,100,000       | St. George’s Golf and Country Club   | Toronto, Ontario            |
| 2009                                       | Nathan Green            | Australia         | 270   | −18 | Retief Goosen                                        | Południowa Afryka                                | 918,000                   | 5,100,000       | Glen Abbey Golf Course               | Oakville, Ontario           |
| 2008                                       | Chez Reavie             | Stany Zjednoczone | 267   | −17 | Billy Mayfair                                        | Stany Zjednoczone                                | 900,000                   | 5,000,000       | Glen Abbey Golf Course               | Oakville, Ontario           |
| 2007                                       | Jim Furyk (2)           | Stany Zjednoczone | 268   | −16 | Vijay Singh                                          | Fidżi                                            | 900,000                   | 5,000,000       | Angus Glen Golf Club (North Course)  | Markham, Ontario            |
| 2006                                       | Jim Furyk               | Stany Zjednoczone | 266   | −14 | Bart Bryant                                          | Stany Zjednoczone                                | 900,000                   | 5,000,000       | Hamilton Golf and Country Club       | Ancaster, Ontario           |
| 2005                                       | Mark Calcavecchia       | Stany Zjednoczone | 275   | −5  | Ben Crane Ryan Moore                                 | Stany Zjednoczone                                | 882,000                   | 4,900,000       | Shaughnessy Golf & Country Club      | Vancouver, British Columbia |
| 2004                                       | Vijay Singh             | Fidżi             | 275   | −9  | Mike Weir                                            | Kanada                                           | 810,000                   | 4,500,000       | Glen Abbey Golf Course               | Oakville, Ontario           |
| 2003                                       | Bob Tway                | Stany Zjednoczone | 272   | −8  | Brad Faxon                                           | Stany Zjednoczone                                | 756,000                   | 4,200,000       | Hamilton Golf and Country Club       | Ancaster, Ontario           |
| 2002                                       | John Rollins            | Stany Zjednoczone | 272   | −16 | Neal Lancaster Justin Leonard                        | Stany Zjednoczone                                | 720,000                   | 4,000,000       | Angus Glen Golf Club (South Course)  | Markham, Ontario            |
| 2001                                       | Scott Verplank          | Stany Zjednoczone | 266   | −14 | Bob Estes Joey Sindelar                              | Stany Zjednoczone                                | 684,000                   | 3,800,000       | Royal Montreal Golf Club             | Île-Bizard, Quebec          |
| 2000                                       | Tiger Woods             | Stany Zjednoczone | 266   | −22 | Grant Waite                                          | Nowa Zelandia                                    | 594,000                   | 3,300,000       | Glen Abbey Golf Course               | Oakville, Ontario           |
| 1999                                       | Hal Sutton              | Stany Zjednoczone | 275   | −13 | Dennis Paulson                                       | Stany Zjednoczone                                | 450,000                   | 2,500,000       | Glen Abbey Golf Course               | Oakville, Ontario           |
| 1998                                       | Billy Andrade           | Stany Zjednoczone | 275   | −13 | Bob Friend                                           | Stany Zjednoczone                                | 396,000                   | 2,200,000       | Glen Abbey Golf Course               | Oakville, Ontario           |
| 1997                                       | Steve Jones (2)         | Stany Zjednoczone | 275   | −5  | Greg Norman                                          | Australia                                        | 270,000                   | 1,500,000       | Royal Montreal Golf Club             | Île-Bizard, Quebec          |
| 1996                                       | Dudley Hart             | Stany Zjednoczone | 202   | −14 | David Duval                                          | Stany Zjednoczone                                | 270,000                   | 1,500,000       | Glen Abbey Golf Course               | Oakville, Ontario           |
| 1995                                       | Mark O’Meara            | Stany Zjednoczone | 274   | −14 | Bob Lohr                                             | Stany Zjednoczone                                | 234,000                   | 1,300,000       | Glen Abbey Golf Course               | Oakville, Ontario           |
| 1994                                       | Nick Price (2)          | Zimbabwe          | 275   | −13 | Mark Calcavecchia                                    | Stany Zjednoczone                                | 234,000                   | 1,300,000       | Glen Abbey Golf Course               | Oakville, Ontario           |
| 1993                                       | David Frost             | Południowa Afryka | 279   | −9  | Fred Couples                                         | Stany Zjednoczone                                | 180,000                   | 1,000,000       | Glen Abbey Golf Course               | Oakville, Ontario           |
| 1992                                       | Greg Norman (2)         | Australia         | 280   | −8  | Bruce Lietzke                                        | Stany Zjednoczone                                | 180,000                   | 1,000,000       | Glen Abbey Golf Course               | Oakville, Ontario           |
| 1991                                       | Nick Price              | Zimbabwe          | 273   | −15 | David Edwards                                        | Stany Zjednoczone                                | 180,000                   | 1,000,000       | Glen Abbey Golf Course               | Oakville, Ontario           |
| 1990                                       | Wayne Levi              | Stany Zjednoczone | 278   | −10 | Ian Baker-Finch Jim Woodward                         | Australia · Stany Zjednoczone                    | 180,000                   | 1,000,000       | Glen Abbey Golf Course               | Oakville, Ontario           |
| 1989                                       | Steve Jones             | Stany Zjednoczone | 271   | −17 | Clark Burroughs Mark Calcavecchia Mike Hulbert       | Stany Zjednoczone                                | 162,000                   | 900,000         | Glen Abbey Golf Course               | Oakville, Ontario           |
| 1988                                       | Ken Green               | Stany Zjednoczone | 275   | −13 | Bill Glasson Scott Verplank                          | Stany Zjednoczone                                | 135,000                   | 900,000         | Glen Abbey Golf Course               | Oakville, Ontario           |
| 1987                                       | Curtis Strange (2)      | Stany Zjednoczone | 276   | −12 | David Frost Jodie Mudd Nick Price                    | Południowa Afryka · Stany Zjednoczone · Zimbabwe | 108,000                   | 600,000         | Glen Abbey Golf Course               | Oakville, Ontario           |
| 1986                                       | Bob Murphy              | Stany Zjednoczone | 280   | −8  | Greg Norman                                          | Australia                                        | 108,000                   | 600,000         | Glen Abbey Golf Course               | Oakville, Ontario           |
| 1985                                       | Curtis Strange          | Stany Zjednoczone | 279   | −9  | Jack Nicklaus Greg Norman                            | Stany Zjednoczone · Australia                    | 86,507                    | 580,000         | Glen Abbey Golf Course               | Oakville, Ontario           |
| 1984                                       | Greg Norman             | Australia         | 278   | −10 | Jack Nicklaus                                        | Stany Zjednoczone                                | 72,000                    | 525,000         | Glen Abbey Golf Course               | Oakville, Ontario           |
| 1983                                       | John Cook               | Stany Zjednoczone | 277   | −7  | Johnny Miller                                        | Stany Zjednoczone                                | 63,000                    | 425,000         | Glen Abbey Golf Course               | Oakville, Ontario           |
| 1982                                       | Bruce Lietzke (2)       | Stany Zjednoczone | 277   | −7  | Hal Sutton                                           | Stany Zjednoczone                                | 76,500                    | 425,000         | Glen Abbey Golf Course               | Oakville, Ontario           |
| 1981                                       | Peter Oosterhuis        | Anglia            | 280   | −4  | Bruce Lietzke Jack Nicklaus Andy North               | Stany Zjednoczone                                | 76,500                    | 425,000         | Glen Abbey Golf Course               | Oakville, Ontario           |
| 1980                                       | Bob Gilder              | Stany Zjednoczone | 274   | −6  | Jerry Pate Leonard Thompson                          | Stany Zjednoczone                                | 63,000                    | 350,000         | Royal Montreal Golf Club             | Île-Bizard, Quebec          |
| 1979                                       | Lee Trevino (3)         | Stany Zjednoczone | 281   | −3  | Ben Crenshaw                                         | Stany Zjednoczone                                | 63,000                    | 350,000         | Glen Abbey Golf Course               | Oakville, Ontario           |
| 1978                                       | Bruce Lietzke           | Stany Zjednoczone | 283   | −1  | Pat McGowan                                          | Stany Zjednoczone                                | 50,000                    | 250,000         | Glen Abbey Golf Course               | Oakville, Ontario           |
| 1977                                       | Lee Trevino (2)         | Stany Zjednoczone | 280   | −8  | Peter Oosterhuis                                     | Anglia                                           | 45,000                    | 225,000         | Glen Abbey Golf Course               | Oakville, Ontario           |
| 1976                                       | Jerry Pate              | Stany Zjednoczone | 267   | −13 | Jack Nicklaus                                        | Stany Zjednoczone                                | 40,000                    | 200,000         | Essex Golf & Country Club            | Windsor, Ontario            |
| 1975                                       | Tom Weiskopf (2)        | Stany Zjednoczone | 274   | −6  | Jack Nicklaus                                        | Stany Zjednoczone                                | 40,000                    | 200,000         | Royal Montreal Golf Club             | Île-Bizard, Quebec          |
| 1974                                       | Bobby Nichols           | Stany Zjednoczone | 270   | −10 | John Schlee Larry Ziegler                            | Stany Zjednoczone                                | 40,000                    | 200,000         | Mississaugua Golf & Country Club     | Mississauga, Ontario        |
| 1973                                       | Tom Weiskopf            | Stany Zjednoczone | 278   | −6  | Forrest Fezler                                       | Stany Zjednoczone                                | 35,000                    | 175,000         | Richelieu Valley Golf & Country Club | Ste.-Julie, Quebec          |
| 1972                                       | Gay Brewer              | Stany Zjednoczone | 275   | −9  | Sam Adams Dave Hill                                  | Stany Zjednoczone                                | 30,000                    | 150,000         | Cherry Hill Club                     | Ridgeway, Ontario           |
| 1971                                       | Lee Trevino             | Stany Zjednoczone | 275   | −13 | Art Wall Jr.                                         | Stany Zjednoczone                                | 30,000                    | 150,000         | Richelieu Valley Golf & Country Club | Ste.-Julie, Quebec          |
| 1970                                       | Kermit Zarley           | Stany Zjednoczone | 279   | −9  | Gibby Gilbert                                        | Stany Zjednoczone                                | 25,000                    | 125,000         | London Hunt & Country Club           | London, Ontario             |
| 1969                                       | Tommy Aaron             | Stany Zjednoczone | 275   | −13 | Sam Snead                                            | Stany Zjednoczone                                | 25,000                    | 125,000         | Pine Grove Golf & Country Club       | St. Luc, Quebec             |
| 1968                                       | Bob Charles             | Nowa Zelandia     | 274   | −6  | Jack Nicklaus                                        | Stany Zjednoczone                                | 25,000                    | 125,000         | St. George’s Golf and Country Club   | Toronto, Ontario            |
| 1967                                       | Billy Casper            | Stany Zjednoczone | 279   | −5  | Art Wall Jr.                                         | Stany Zjednoczone                                | 30,000                    | 100,000         | Montreal Municipal Golf Club         | Montreal, Quebec            |
| 1966                                       | Don Massengale          | Stany Zjednoczone | 280   | −4  | Chi-Chi Rodríguez                                    | Stany Zjednoczone                                | 20,000                    | 100,000         | Shaughnessy Golf & Country Club      | Vancouver, British Columbia |
| 1965                                       | Gene Littler            | Stany Zjednoczone | 273   | −7  | Jack Nicklaus                                        | Stany Zjednoczone                                | 20,000                    | 100,000         | Mississaugua Golf & Country Club     | Mississauga, Ontario        |
| 1964                                       | Kel Nagle               | Australia         | 277   | −11 | Arnold Palmer                                        | Stany Zjednoczone                                | 7,500                     | 50,000          | Pine Grove Golf & Country Club       | St. Luc, Quebec             |
| 1963                                       | Doug Ford (2)           | Stany Zjednoczone | 280   | −4  | Al Geiberger                                         | Stany Zjednoczone                                | 9,000                     | 50,000          | Scarboro Golf and Country Club       | Scarborough, Ontario        |
| 1962                                       | Ted Kroll               | Stany Zjednoczone | 278   | −10 | Charlie Sifford                                      | Stany Zjednoczone                                | 4,300                     | 30,000          | Le Club Laval-sur-le-Lac             | Laval-sur-le-Lac, Quebec    |
| 1961                                       | Jacky Cupit             | Stany Zjednoczone | 270   | −10 | Buster Cupit Dow Finsterwald Bobby Nichols           | Stany Zjednoczone                                | 4,300                     | 30,000          | Niakwa Country Club                  | Winnipeg, Manitoba          |
| 1960                                       | Art Wall Jr.            | Stany Zjednoczone | 269   | −19 | Bob Goalby Jay Hebert                                | Stany Zjednoczone                                | 3,500                     | 25,000          | St. George’s Golf and Country Club   | Toronto, Ontario            |
| 1959                                       | Doug Ford               | Stany Zjednoczone | 276   | −12 | Dow Finsterwald Art Wall Jr. Bo Wininger             | Stany Zjednoczone                                | 3,500                     | 25,000          | Islesmere Golf & Country Club        | Montreal, Quebec            |
| 1958                                       | Wes Ellis               | Stany Zjednoczone | 267   | −13 | Jay Hebert                                           | Stany Zjednoczone                                | 3,500                     | 25,000          | Royal Mayfair Golf & Country Club    | Edmonton, Alberta           |
| 1957                                       | George Bayer            | Stany Zjednoczone | 271   | −13 | Bo Wininger                                          | Stany Zjednoczone                                | 3,500                     | 25,000          | Westmount Golf and Country Club      | Kitchener, Ontario          |
| 1956                                       | Doug Sanders (a)        | Stany Zjednoczone | 273   | −11 | Dow Finsterwald                                      | Stany Zjednoczone                                | 2,400                     | 15,000          | Beaconsfield Golf Club               | Montreal, Quebec            |
| 1955                                       | Arnold Palmer           | Stany Zjednoczone | 265   | −23 | Jack Burke Jr.                                       | Stany Zjednoczone                                | 2,400                     | 15,000          | Weston Golf and Country Club         | Toronto, Ontario            |
| 1954                                       | Pat Fletcher            | Kanada            | 280   | −8  | Gordie Brydson Bill Welch                            | Kanada · Stany Zjednoczone                       | 3,000                     | 15,000          | Point Grey Golf and Country Club     | Vancouver, British Columbia |
| 1953                                       | Dave Douglas            | Stany Zjednoczone | 273   | −11 | Wally Ulrich                                         | Stany Zjednoczone                                | 3,000                     | 15,000          | Scarboro Golf and Country Club       | Scarborough, Ontario        |
| 1952                                       | Johnny Palmer           | Stany Zjednoczone | 263   | −25 | Fred Haas Dick Mayer                                 | Stany Zjednoczone                                | 3,000                     | 15,000          | St. Charles Country Club             | Winnipeg, Manitoba          |
| 1951                                       | Jim Ferrier (2)         | Australia         | 273   | −7  | Fred Hawkins Ed Oliver                               | Stany Zjednoczone                                | 2,250                     | 15,000          | Mississaugua Golf & Country Club     | Mississauga, Ontario        |
| 1950                                       | Jim Ferrier             | Australia         | 271   | −17 | Ted Kroll                                            | Stany Zjednoczone                                | 2,000                     | 10,000          | Royal Montreal Golf Club             | Dorval, Quebec              |
| 1949                                       | E.J. Harrison           | Stany Zjednoczone | 271   | −17 | Jim Ferrier                                          | Australia                                        | 2,000                     | 9,200           | St. George’s Golf and Country Club   | Toronto, Ontario            |
| 1948                                       | Charles Congdon         | Stany Zjednoczone | 280   | −4  | Vic Ghezzi Ky Laffoon Dick Metz                      | Stany Zjednoczone                                | 2,000                     | 9,000           | Shaughnessy Golf & Country Club      | Vancouver, British Columbia |
| 1947                                       | Bobby Locke             | Południowa Afryka | 268   | −16 | Ed Oliver                                            | Stany Zjednoczone                                | 2,000                     | 10,000          | Scarboro Golf and Country Club       | Scarborough, Ontario        |
| 1946                                       | George Fazio            | Stany Zjednoczone | 278   | −6  | Dick Metz                                            | Stany Zjednoczone                                | 2,000                     | 9,000           | Beaconsfield Golf Club               | Montreal, Quebec            |
| 1945                                       | Byron Nelson            | Stany Zjednoczone | 280   | −8  | Herman Barron                                        | Stany Zjednoczone                                | 2,000                     | 10,000          | Thornhill Golf Club                  | Thornhill, Ontario          |
| 1943–44: Nie rozegrano - II wojna światowa |                         |                   |       |     |                                                      |                                                  |                           |                 |                                      |                             |
| 1942                                       | Craig Wood              | Stany Zjednoczone | 275   | −13 | Mike Turnesa                                         | Stany Zjednoczone                                | 1,000                     | 3,000           | Mississaugua Golf & Country Club     | Mississauga, Ontario        |
| 1941                                       | Sam Snead (3)           | Stany Zjednoczone | 274   | −6  | Bob Gray Jr.                                         | Kanada                                           | 1,000                     | 3,000           | Lambton Golf Club                    | Toronto, Ontario            |
| 1940                                       | Sam Snead (2)           | Stany Zjednoczone | 281   | −3  | Jug McSpaden                                         | Stany Zjednoczone                                | 1,000                     | 3,000           | Scarboro Golf and Country Club       | Scarborough, Ontario        |
| 1939                                       | Jug McSpaden            | Stany Zjednoczone | 282   | +2  | Ralph Guldahl                                        | Stany Zjednoczone                                | 1,000                     | 3,000           | Riverside Country Club               | Saint John, New Brunswick   |
| 1938                                       | Sam Snead               | Stany Zjednoczone | 277   | −11 | Harry Cooper                                         | Anglia                                           | 1,000                     | 3,000           | Mississaugua Golf & Country Club     | Mississauga, Ontario        |
| 1937                                       | Harry Cooper (2)        | Anglia            | 285   | +5  | Ralph Guldahl                                        | Stany Zjednoczone                                | 1,000                     | 3,200           | St. Andrews Club                     | Toronto, Ontario            |
| 1936                                       | Lawson Little           | Stany Zjednoczone | 271   | −9  | Jimmy Thomson                                        | Szkocja                                          | 1,000                     | 3,000           | St. Andrews Club                     | Toronto, Ontario            |
| 1935                                       | Gene Kunes              | Stany Zjednoczone | 280   | −8  | Vic Ghezzi                                           | Stany Zjednoczone                                | 500                       | 1,465           | Summerlea Golf Club                  | Montreal, Quebec            |
| 1934                                       | Tommy Armour (3)        | Stany Zjednoczone | 287   | −1  | Ky Laffoon                                           | Stany Zjednoczone                                | 500                       | 1,465           | Lakeview Golf Club                   | Toronto, Ontario            |
| 1933                                       | Joe Kirkwood Sr.        | Australia         | 282   | −2  | Harry Cooper Lex Robson                              | Anglia · Szkocja                                 | 500                       | 1,465           | St. George’s Golf and Country Club   | Toronto, Ontario            |
| 1932                                       | Harry Cooper            | Stany Zjednoczone | 290   | +2  | Al Watrous                                           | Stany Zjednoczone                                | 500                       | 1,465           | Ottawa Hunt and Golf Club            | Ottawa, Ontario             |
| 1931                                       | Walter Hagen            | Stany Zjednoczone | 292   | +4  | Percy Alliss                                         | Anglia                                           | 500                       | 1,485           | Mississaugua Golf & Country Club     | Mississauga, Ontario        |
| 1930                                       | Tommy Armour (2)        | Stany Zjednoczone | 273   | −7  | Leo Diegel                                           | Stany Zjednoczone                                | 500                       | 1,475           | Hamilton Golf and Country Club       | Ancaster, Ontario           |
| 1929                                       | Leo Diegel (4)          | Stany Zjednoczone | 274   | −6  | Tommy Armour                                         | Stany Zjednoczone                                | 400                       | 1,320           | Kanawaki Golf Club                   | Kahnawake, Quebec           |
| 1928                                       | Leo Diegel (3)          | Stany Zjednoczone | 282   | −2  | Archie Compston Walter Hagen Macdonald Smith         | Anglia · Stany Zjednoczone · Szkocja             | 400                       | 1,320           | Rosedale Golf Club                   | Toronto, Ontario            |
| 1927                                       | Tommy Armour            | Stany Zjednoczone | 288   | E   | Macdonald Smith                                      | Szkocja                                          | 400                       | 1,320           | Toronto Golf Club                    | Mississauga, Ontario        |
| 1926                                       | Macdonald Smith         | Szkocja           | 283   | +3  | Gene Sarazen                                         | Stany Zjednoczone                                | 500                       | 1,575           | Royal Montreal Golf Club             | Dorval, Quebec              |
| 1925                                       | Leo Diegel (2)          | Stany Zjednoczone | 295   | +11 | Mike Brady                                           | Stany Zjednoczone                                | 500                       | 900             | Lambton Golf Club                    | Toronto, Ontario            |
| 1924                                       | Leo Diegel              | Stany Zjednoczone | 285   | +1  | Gene Sarazen                                         | Stany Zjednoczone                                | 400                       | 750             | Mt. Bruno Golf Club                  | St. Bruno, Quebec           |
| 1923                                       | Clarence Hackney        | Szkocja           | 295   | +7  | Tom Kerrigan                                         | Stany Zjednoczone                                | 350                       | 580             | Lakeview Golf Club                   | Toronto, Ontario            |
| 1922                                       | Al Watrous              | Stany Zjednoczone | 303   | +19 | Tom Kerrigan                                         | Stany Zjednoczone                                | 250                       | 450             | Mt. Bruno Golf Club                  | St. Bruno, Quebec           |
| 1921                                       | William Trovinger       | Stany Zjednoczone | 293   | +5  | Mike Brady                                           | Stany Zjednoczone                                | 250                       | 450             | Toronto Golf Club                    | Mississauga, Ontario        |
| 1920                                       | James Douglas Edgar (2) | Anglia            | 298   | +10 | Tommy Armour (a) Charlie Murray                      | Stany Zjednoczone · Kanada                       | 300                       | 600             | Rivermead Golf Club                  | Aylmer, Quebec              |
| 1919                                       | James Douglas Edgar     | Anglia            | 278   | −2  | Jim Barnes Bobby Jones (a) Karl Keffer               | Anglia · Stany Zjednoczone · Kanada              | 200                       | 435             | Hamilton Golf and Country Club       | Ancaster, Ontario           |
| 1915–18: Nie rozegrano - I wojna światowa  |                         |                   |       |     |                                                      |                                                  |                           |                 |                                      |                             |
| 1914                                       | Karl Keffer (2)         | Kanada            | 300   | +12 | George Cumming                                       | Kanada                                           | 100                       | 265             | Toronto Golf Club                    | Mississauga, Ontario        |
| 1913                                       | Albert Murray (2)       | Kanada            | 295   | +15 | Jack Burke Sr. Nicol Thompson                        | Stany Zjednoczone · Kanada                       | 100                       | 265             | Royal Montreal Golf Club             | Dorval, Quebec              |
| 1912                                       | George Sargent          | Anglia            | 299   | +19 | Jim Barnes                                           | Anglia                                           | 100                       | 265             | Rosedale Golf Club                   | Toronto, Ontario            |
| 1911                                       | Charlie Murray (2)      | Kanada            | 314   | +26 | Davie Black                                          | Szkocja                                          | 100                       | 265             | Royal Ottawa Golf Club               | Aylmer, Quebec              |
| 1910                                       | Daniel Kenny            | Stany Zjednoczone | 303   | +19 | George Lyon (a)                                      | Kanada                                           | 100                       | 265             | Lambton Golf Club                    | Toronto, Ontario            |
| 1909                                       | Karl Keffer             | Kanada            | 309   | +21 | George Cumming                                       | Kanada                                           | 100                       | 265             | Toronto Golf Club                    | Mississauga, Ontario        |
| 1908                                       | Albert Murray           | Kanada            | 300   | +20 | George Sargent                                       | Anglia                                           | 80                        | 225             | Royal Montreal Golf Club             | Dorval, Quebec              |
| 1907                                       | Percy Barrett           | Anglia            | 306   | +22 | George Cumming                                       | Kanada                                           | 80                        | 245             | Lambton Golf Club                    | Toronto, Ontario            |
| 1906                                       | Charlie Murray          | Kanada            | 170   | +26 | George Cumming Tom Reith (a) Alex Robertson          | Kanada · Szkocja · Szkocja                       | 70                        | 225             | Royal Ottawa Golf Club               | Aylmer, Quebec              |
| 1905                                       | George Cumming          | Kanada            | 148   | +8  | Percy Barrett                                        | Anglia                                           | 60                        | 225             | Toronto Golf Club                    | Mississauga, Ontario        |
| 1904                                       | Jack Oke                | Anglia            | 156   | +16 | Percy Barrett                                        | Anglia                                           | 60                        | 170             | Royal Montreal Golf Club             | Dorval, Quebec              |

Na żółto zaznaczono zdobywców potrójnej korony.
Na zielono zaznaczono rekordowe wyniki turnieju.

Źródło

## Zwycięzcy według narodowości
| Miejsce | Kraj              | Zwycięstw | Zwycięzców | Pierwszy tytuł | Ostatni tytuł |
| ------- | ----------------- | --------- | ---------- | -------------- | ------------- |
| 1       | Stany Zjednoczone | 72        | 55         | 1910           | 2013          |
| 2       | Anglia            | 8         | 6          | 1904           | 1981          |
| 2       | Australia         | 8         | 6          | 1933           | 2015          |
| 4       | Kanada            | 7         | 4          | 1906           | 1954          |
| 5       | Szkocja           | 3         | 3          | 1905           | 1926          |
| 5       | Południowa Afryka | 3         | 3          | 1947           | 2014          |
| 7       | Zimbabwe          | 2         | 1          | 1991           | 1994          |
| 7       | Wenezuela         | 2         | 1          | 2016           | 2017          |
| 9       | Nowa Zelandia     | 1         | 1          | 1968           | 1968          |
| 9       | Fidżi             | 1         | 1          | 2004           | 2004          |
| 9       | Szwecja           | 1         | 1          | 2010           | 2010          |

## Trofea
- Canadian Amateur Trophy 1895–1907
- The Seagram Gold Cup 1935–1970
- The Du Maurier Trophy 1971–1993
- Earl Grey Trophy 1908–1934
- RBC Canadian Open Trophy 1994–obecnie

## Zaplanowane zawody
| Rok  | Edycja | Pole golfowe           | Miejscowość       | Data        |
| ---- | ------ | ---------------------- | ----------------- | ----------- |
| 2018 | 109th  | Glen Abbey Golf Course | Oakville, Ontario | 26-29 lipca |

Źródło